# Ioan Țundrea
Ioan Țundrea (n. 16 mai 1958, com. Coronini, județul Caraș-Severin) este un politician român, membru al Parlamentului României.